# 暗黒プロレス組織666
暗黒プロレス組織666（あんこくプロレスそしきトリプルシックス）は、日本のプロレス団体。コンセプトは「超行き当たりバッタリ・エンターテイメント・プロレス・フロム・あの世」。

## 歴史
2003年12月13日、怨霊が自主興行を企画して旧友であるザ・クレイジーSKBと手を組んでバトルスフィア東京で旗揚げ戦を開催。
旗揚げ当初はバトルスフィア東京をメイン会場としていたが過激なパフォーマンスから使用禁止になった。その後、ディファ有明でもクレイジーSKBが備品の破壊、プロレスリング・ノアの事務所に乱入などを行って使用禁止になった。現在は新木場1stRINGをメイン会場にしている。
2023年8月2日、旗揚げ20周年を記念して初の後楽園ホール大会を開催。

## ブランド
YOUNGプロレスわっしょい!
若手選手による興行。
YOUNGリボンわっしょい!!
若手選手によるアイスリボンとの合同興行。
新宿二丁目プロレス
Badiとのコラボレーション興行。

## タイトルホルダー
| タイトル                  | 保持者 | 歴代   |
| ------------------------- | ------ | ------ |
| 666認定無秩序無差別級王座 | 怨霊   | 第7代  |
| 666認定きかんしゃ級王座   | 怨霊   | 第18代 |

## 所属選手
- ラム会長
- 怨霊
- 小仲＝ペールワン（プロレス実験団GUYZ兼任所属）
- 宮本裕向
- 忍
- モリノス
- 先輩
- 山田太郎
- ダイナスティ
- K666
- 遠藤マメ
- YANAGAWA
- 寧々∞D.a.i
- 竹田光珠
- Ken
- 乞食
- 苺畑ひより

## スタッフ

### レフェリー
- ひよこ
- 石黒淳士 (フリー)

### リングアナウンサー
- 弥武芳郎（フリー）

## 歴代タイトル
- 新宿二丁目プロレス認定ILNP王座
- ヤングリボン認定ミックスタッグ王座

## 歴代所属選手
- キルキル
- 荊
- 殺害テラー666
- ザ・クレイジーSKB
- 神代龍也（旧：HELLBROS Ryu）
- ジャンボリー・バーブリッジ

## 歴代ザ・クレイジーSKB（歴代社長）
初代のバカ社長が宇宙のちりとなって次期社長からザ・クレイジーSKBと名乗っている。10代目以降は社長不在になっている。
- 初代 : ザ・クレイジーSKB
- 2代目 : ウルトラマンロビン（SGP）
- 3代目 : タイガースマスク（大阪プロレス）
- 4代目 : 先輩
- 5代目 : くるみ（アイスリボン）
- 6代目 : ばってん多摩川（西口プロレス）
- 7代目 : 須山浩継（フリー）
- 8代目 : 華名（オフィス華名）
- 9代目 : 彼岸花毒美

## エピソード
- ザ・クレイジーSKBの試合は写真と動画の撮影を禁止している。メディアも同様で一例としてバトル・ニュースでは「この試合は主催者の要請により、試合詳細と試合写真は一切掲載出来ません。ご覧になりたい方はぜひ会場までお越しください」と記載されている。また、内容をSNSに投稿することも禁止となる。
- 過去にFIGHTING TV サムライでも試合は放送されていたがクレイジーSKBの攻撃はモザイク処理になっている（なんらかの理由で映像が乱れているとテロップが入る）。ニコニコ動画のニコニコプロレスチャンネルでの生中継は全試合を666が提供している過去映像などに差し替えになっている。